# Муниципальные выборы в Эстонии (2017)
Очередные муниципальные выборы прошли 15 октября 2017 года на территории Эстонской Республики.
Голосовать на выборах могли не только граждане Эстонии и Евросоюза, но и лица, имеющие долговременный вид на жительство в Эстонии. В голосовании могли принять участие 917521 граждан Эстонии, 29 476 граждан ЕС и 153 650 иностранца.
Впервые на местных выборах в Эстонии право голоса получили лица с 16 лет (в 2013-м с 18 лет).
В выборах участвовали всего 11 804 кандидата, семь партий и 163 избирательных союза.

## Ключевые даты
- 16 августа 2017 года начался период подачи заявок на регистрацию для кандидатов;
- 5 сентября в 18:00 завершился период приёма заявок;
- 5 октября по 11 октября круглосуточно проходило электронное голосование;
- С 9 по 11 октября проходило предварительное голосование за пределами избирательного участка (в местах лишения свободы, больницах и домах по уходу);
- 15 октября (с 9:00-20:00) проходило голосование на избирательных участках и дома;
- 25 октября были объявлены окончательные результаты голосования по всем избирательным округам[3].

## Явка избирателей

Явка избирателей по округам

Всего на выборах проголосовало 586 519 человек, что составляет 53,3 % от числа возможных избирателей. Заранее проголосовали 27,8 %, из которых 186 034 с помощью электронного голосования и 120 474 на передвижных участках для голосования. Во время предварительного голосования на этих выборах проголосовало больше людей, чем на любых других выборах за этот же период.
Самая большая активность зафиксирована в Йыгевамаа (59,3 %), а самая низкая — в Ида-Вирумаа (47,4 %).
В Таллинне явка составила 53,5 %, в Тарту 49,2 %.

## Результаты

### Результаты голосования по стране
|                            | Центрийская партия Эстонии             | 158 952   | 27,3 | 297  |
|                            | Партия реформ Эстонии                  | 113 538   | 19,5 | 291  |
|                            | Социал-демократическая партия Эстонии  | 60 299    | 10,4 | 151  |
|                            | Союз Отечества и Res Publica           | 46 394    | 8,0  | 152  |
|                            | Консервативная народная партия Эстонии | 39 003    | 6,7  | 87   |
|                            | Партия зелёных Эстонии                 | 4669      | 0,8  | 0    |
|                            | Объединенная левая партия Эстонии      | 1127      | 0,2  | 1    |
|                            | избирательные союзы                    | 158 560   | 27,2 | 750  |
| недействительные бюллетени | недействительные бюллетени             | 3977      | 0,7  |      |
| Всего                      | Всего                                  | 586 519   | 100  | 1729 |
| Общее число избирателей    | Общее число избирателей                | 1 100 647 | 53,3 |      |
| Источник: VVK              |                                        |           |      |      |

### Результаты голосования в Таллине
|                            | Центрийская партия Эстонии             | 85 199    | 44,4 | 40 |
|                            | Партия реформ Эстонии                  | 39 323    | 20,5 | 18 |
|                            | Социал-демократическая партия Эстонии  | 21 053    | 11   | 9  |
|                            | Союз Отечества и Res Publica           | 12 638    | 6,6  | 5  |
|                            | Консервативная народная партия Эстонии | 13 437    | 7    | 6  |
|                            | Партия зелёных Эстонии                 | 4621      | 2,4  | 0  |
|                            | Объединенная левая партия Эстонии      | 592       | 0,3  | 0  |
|                            | избирательные союзы                    | 15 062    | 7,8  | 1  |
| недействительные бюллетени | недействительные бюллетени             | 1589      | 0,8  |    |
| Всего                      | Всего                                  | 191 925   | 100  | 79 |
| Общее число избирателей    | Общее число избирателей                | 1 100 647 | 53,5 |    |
| Источник: VVK              |                                        |           |      |    |